# Moszczeniczka
Moszczeniczka – struga, prawobrzeżny dopływ Wieprzy, o długości 9,1 km i powierzchni zlewni 71,5 km².
Ma źródła w okolicach Bruskowa Wielkiego i Bierkowa. Uchodzi do Wieprzy w okolicach Pieszcza i Tynia.
Płynie w szerokiej zatorfionej dolinie i jest zasilana przez liczne rowy melioracyjne.
W 2002 roku, uchwałą Rady Gminy w Słupsku wyznaczony został zespół przyrodniczo-krajobrazowy „Dolina Moszczeniczki” obfitujący w dolinki denudacyjne, parowy i młode rozcięcia erozyjne. Dolina Moszczeniczki i Bagienicy to Bruskowskie Bagna, bogate złoża torfu.
W wyniku oceny stanu wód Moszczeniczki z 2010 wykonanej w punkcie ujścia do Wieprzy określono II klasę elementów biologicznych, elementy fizykochemiczne poniżej potencjału dobrego oraz umiarkowany potencjał ekologiczny.
Nazwę Moszczeniczka wprowadzono urzędowo rozporządzeniem w 1948 roku, zastępując poprzednią niemiecką nazwę strugi – Motz Bach.